# Complexo de Urubupungá

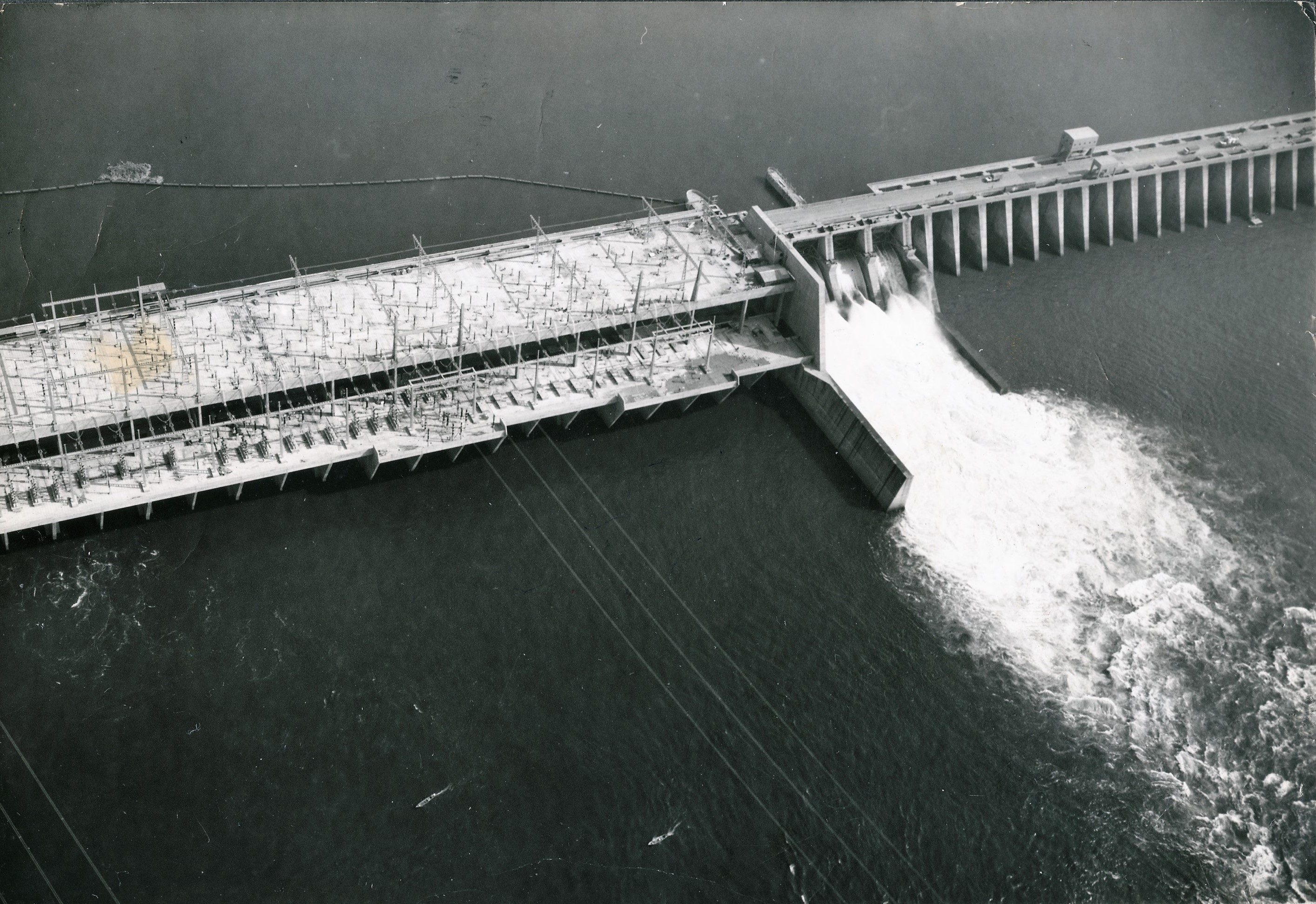
Urubupungá, em 23 de dezembro de 1970.

Complexo de Urubupungá é formado pelas usinas de Ilha Solteira, Jupiá e Três Irmãos, que são banhadas pelo Rio Paraná, operando com potência total de 4.600 MW e exercendo influência em área que se estende pelos estados de São Paulo, Mato Grosso do Sul, Minas Gerais e Goiás. Seu nome vem do tupi urubupungá, que significa urubu inchado.